# オスマン帝国海軍艦艇一覧
オスマン帝国海軍艦艇一覧（オスマンていこくかいぐんかんていいちらん）は、オスマン帝国海軍が過去保有した、未完成・計画中止を含めた歴代艦艇一覧である。
凡例

## 艦艇一覧 (近代海軍以前)

### 戦列艦

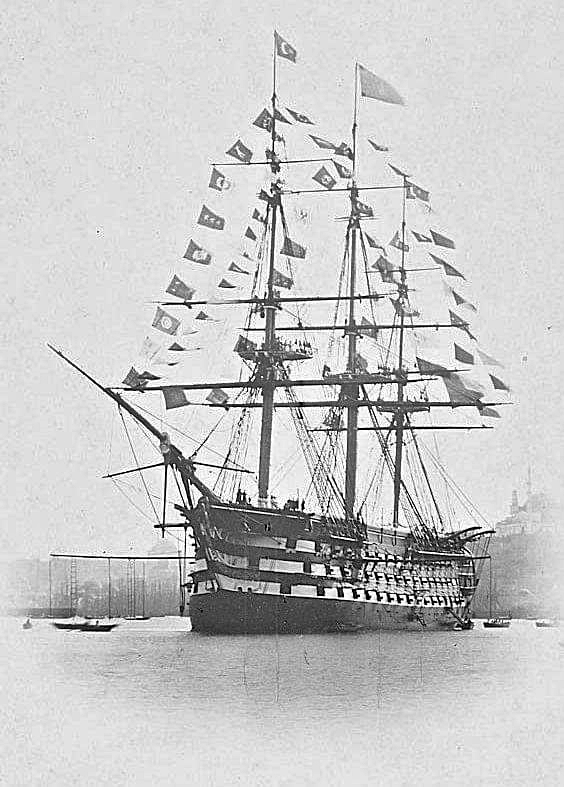
戦列艦「マフムディエ（Mahmudiye）」。

- ペイキ・ザフェル  (Peyk-i Zafer)
- コソヴァ  (Kosova)
- フェティイェ級
  - フェティイェ  (Fethiye), シャディイェ  (Şadiye)

### フリゲート
機走
- メジディイェ級
  - メジディイェ  (Mecidiye)
  - ターイフ  (Tâif)
- ムフビーリ・スュルール  (Muhbîr-i Sürûr)
- ケルヴァーニ・バフリ  (Kervân-i Bahrî)
- エルトゥールル  (Ertuğrul) - 1863年、23門
- ヒュダーヴェンディギャール級
  - ヒュダーヴェンディギャール  (Hüdâvengigâr)
  - ナースリュル・アズィーズ  (Nâsr-ül Azîz)
- セリミイェ  (Selimiye) - 1865年、13門
- ペイキ・メセッレト級
  - ペイキ・メセッレト  (Peyk-i Meserret)
  - ペイキ・ヌスレト  (Peyk-i Nusret)
  - ムカッデメィ・シェレフ  (Mukaddeme-i Şeref)
  - レフベリ・テヴフィク  (Rehber-i Tevfik) - 1876年、22門
- メフメト・セリム  (Mehmet Selîm) - 1875年、14門

### スループ/コルヴェット
機走
- エセリ・ジェディード  (Eser-i Cedîd) - 1842年
- スィノプ級 - 5隻
  - スィノプ  (Sinop) - 1860年, 7門
  - エディルネ  (Edirne) - 1859年, 7門
  - ブルサ  (Bursa) - 1859年. 7門
  - イズミル  (İzmir) - 1859年,
- ベイルート級 - 5隻
  - ベイルート  (Beyrut) - 1860年
  - セッデュル・バヒル  (Sedd-ül-Bahir) - 1860年、6門
  - ズハーフ  (Zuhâf) - 1863年、6門
  - イスケンデリイェ  (İskenderiye) - 1863年、6門
  - ウタリト  (Utarit) - 1864年、6門
  - メリチ (Meriç) - 1864年、6門
- マンスーレ級 - 3隻
  - マンスーレ  (Mansûre) - 1864年, 7門
  - リュブナン  (Lübnan) -, 1864年,
  - ムザッフェル  (Muzaffer) - 1864年, 7門
- ヘイベト・ニュマー  (Heybet Nümâ) - 1895年
- ズハーフ級 - 2隻
  - ズハーフ  (Zuhâf) - 1896年
  - キリド・バヒル  (Kilid Bahir) - 1896年

## 艦艇一覧 (近代海軍)

### 主力艦

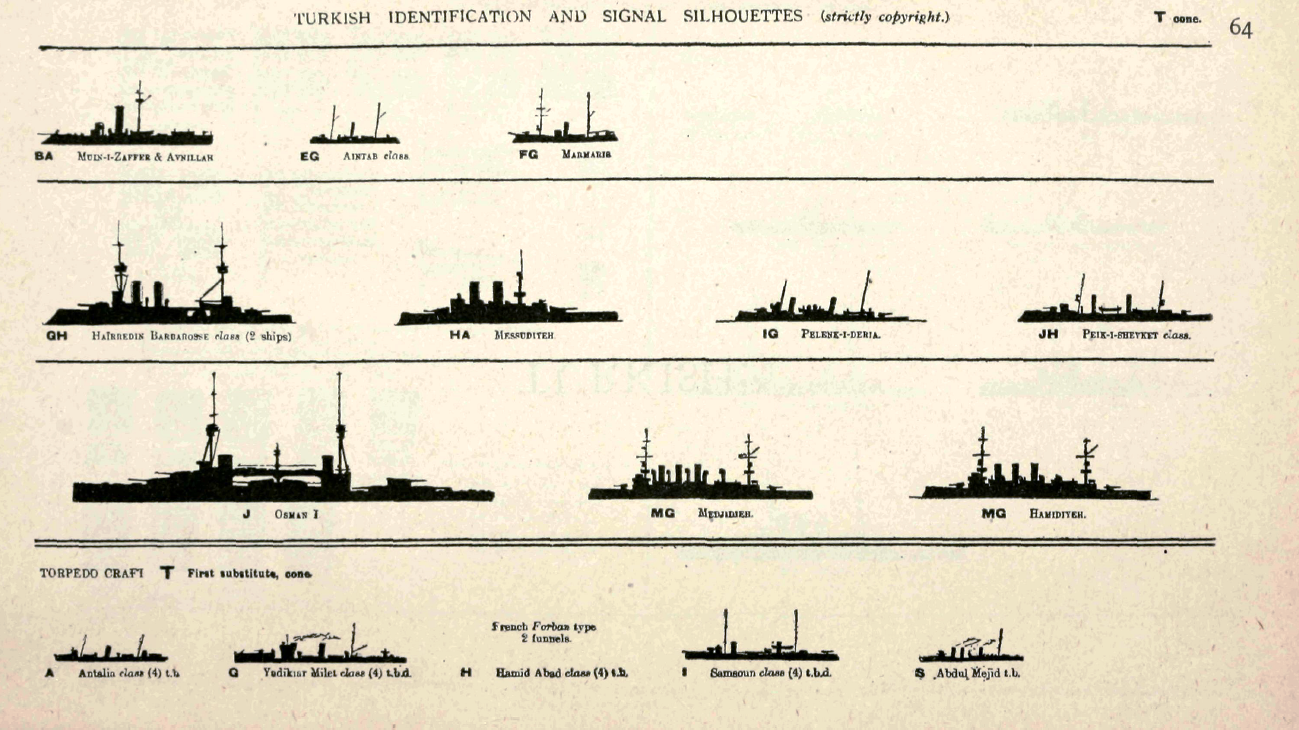
1914年のオスマン帝国海軍の艦艇。実際には就役しなかった「スルタン・オスマン1世」が描かれている。

#### 装甲艦・戦艦
- オスマーニイェ級 - 4隻 ※ 舷側砲門艦
  - オスマーニイェ (Osmâniye)、マフムーディイェ (Mahmûdiye)、オルハーニイェ (Orhâniye)、アブデュルアズィーズ (Abdülaziz)[dn 1]
- アーサール・テヴフィク (Âsâr-ı Tevfik) - 1隻 ※ 中央砲塔艦
- アーサール･シェヴケト級 - 2隻 ※ 中央砲門艦
  - アーサール･シェヴケト (Âsâr-ı Şevket)、ネジミ･シェヴケト (Necm-i Şevket)
- アヴニッラー級 - 2隻
  - アヴニッラー  (Avnillâh)、ムイーニ･ザフェル  (Muîn-i Zafer)
- フェトヒ・ビュレンド級 - 2隻 ※ 中央砲廓艦
  - フェトヒ・ビュレンド (Feth-i Bülend)、ムカッデメイ・ハユル (Mukaddeme-i Hayır)
- イジュラーリーエ (İclâliye) - 1隻 ※ 中央砲塔艦
- メスーディイェ級 - 1隻  (準姉妹艦 1隻) ※ 中央砲門艦
  - メスーディイェ (Mesûdiye)
  - マフムーディイェ (Mahmûdiye)
- ペイキ・シェレフ級 - 2隻 ※ Armoured Ram
  - ペイキ・シェレフ (Peyk-i Şeref)、ブルジ・ザフェル (Burc-ı Zafer)
- ハミディイェ (Hamidiye) - 1隻 ※ 中央砲門艦

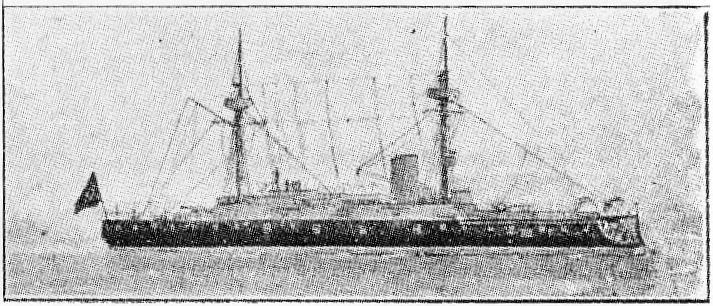
近代化改装後の装甲艦オスマニイェ。
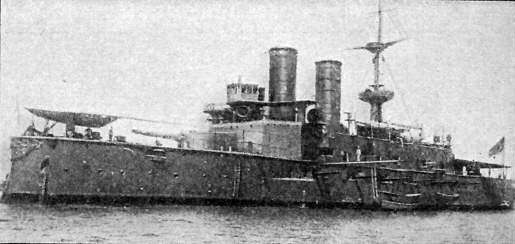
1903年に近代化改装された装甲艦メスディイェ。

海防戦艦
- リュテュフィ・ジェリール級 - 2隻 ※ 砲塔艦
  - ルュテュフィ・ジェリール (Lütf-i Celîl)、フフズ・ラフマーン (Hıfz-ı Rahmân)

前弩級戦艦
- アブデュル・カーディル (Abdül Kadir) - 1隻
- バルバロス・ハイレッディン級[dn 2] - 2隻 ※ 旧・独『ブランデンブルク』級:バルバロス・ハイレッディン: (Barbaros Hayreddin)
  - ハイレディン・バルバロッサ (Häirredin Barbarosse)[dn 3]、トゥルグト・レイス (Turgut Reis)[dn 4]

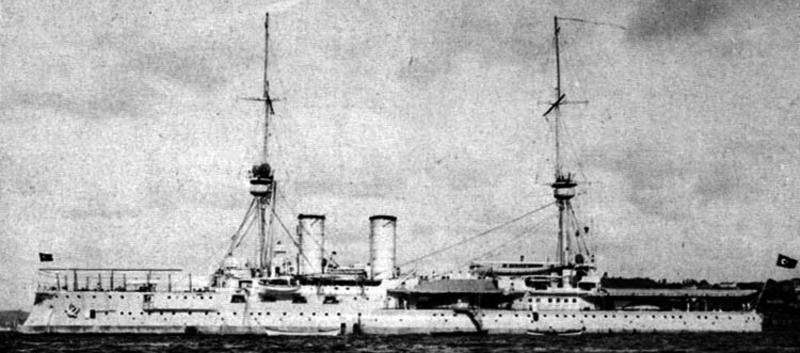
トゥルグト・レイス
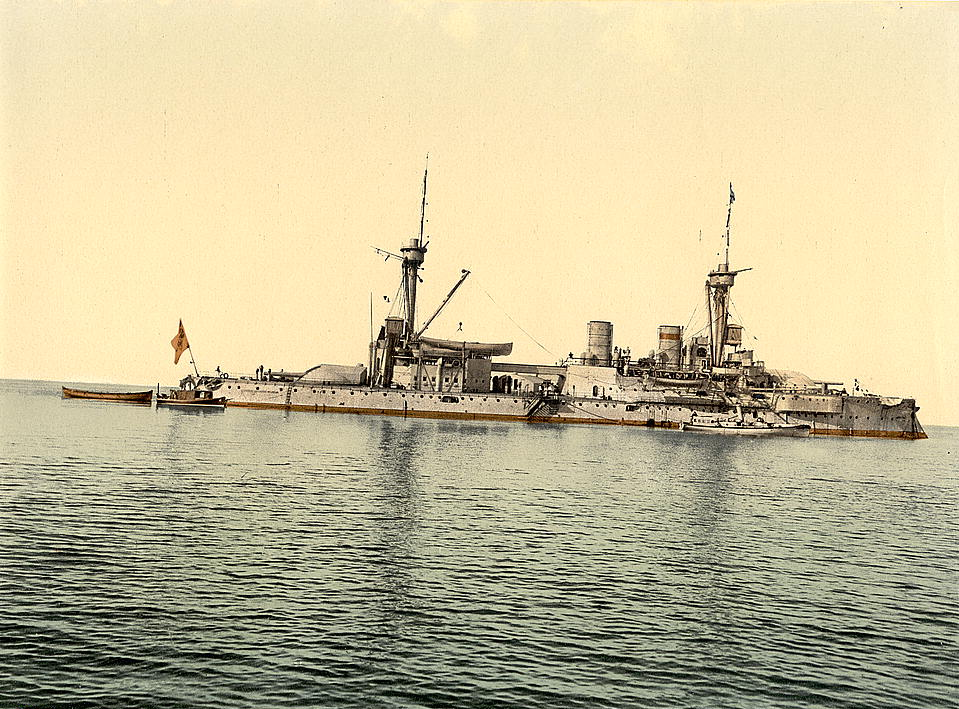
バルバロス・ハイレッディン

弩級戦艦
- スルタン・オスマン1世  (Sultân Osmân-ı Evvel)- 0隻[dn 5]

超弩級戦艦
- スルタン・メフメト・レシャド (Sultân Mehmet Reşad V) - 0隻 (1隻建造中止)
- レシャディイェ級 (改キング・ジョージV世級) - 1隻[dn 6] (2隻建造中止)
  - レシャディイェ (Reşadiye)
- ※ 計画中止：
  - スルタン・メフメト・レシャド (Sultân Mehmet Reşad V)、ファーティ (Fâtih)

巡洋戦艦
- 旧・独『モルトケ』級 - 1隻
  - ヤウズ・スルタン・セリム (Yavûz Sultân Selîm)[dn 7]

#### 巡洋艦
草創期の巡洋艦
- ヘイベトニュマー  (Heybet Nümâ) - 1隻 ※ 三等巡洋艦
- リュテュフィ・ヒュマーユーン  (Lütf-i Hümâyûn) - 1隻 ※ 三等巡洋艦
- シャディイェ級 - 2隻 ※ 三等巡洋艦
  - シャディイェ  (Şadiye), フェイザーイ・バフリ  (Feyzâ-i Bahrî)
- ヒュダーヴェンディギャール  (Hüdâvendigâr) - 1隻

防護巡洋艦
- メジディイェ  (Medjidieh)[dn 8]
- ハミディイェ  (Hamidiye)[dn 9]

水雷巡洋艦
- ペイキ・シェヴケト級- 2隻　
  - ペイキ・シェヴケト  (Peyk-i Şevket), ベルキ・サトヴェト  (Berk-i Satvet)

軽巡洋艦
- 旧・独『マクデブルク』級 - 1隻
  - ミディッリ  (Midilli) [dn 10]
- 英『アームストロング』型 - 0隻  (2隻建造中止)

#### 通報艦  (偵察巡洋艦)
- タリア  (Talia) - 1隻
- イッゼッディン  (İzzeddin) - タリアの準同形艦
- イスマイル  (İsmail) - タリアの準同形艦
- ファド  (Faud)　- タリアの準同形艦
- ハニヤ  (Hanya)- 1隻
- カンディイェ  (Kandiye) - 1隻
- レスモ  (Resmo) - 1隻
- アルカディ  (Arkadi) - 1隻 旧ギリシア王国海軍『アルカディオン』
- スレイヤー  (Süreyyâ) - 1隻 ＊武装ヨット

#### 水雷砲艦
- シャーヒニ・デルヤー  (Şahin-i Deryâ) - 1隻
- ニーメト級 - 2隻
  - ニーメト  (Namet), ペレンギ・デルヤー  (Peleng-i-Deryâ)

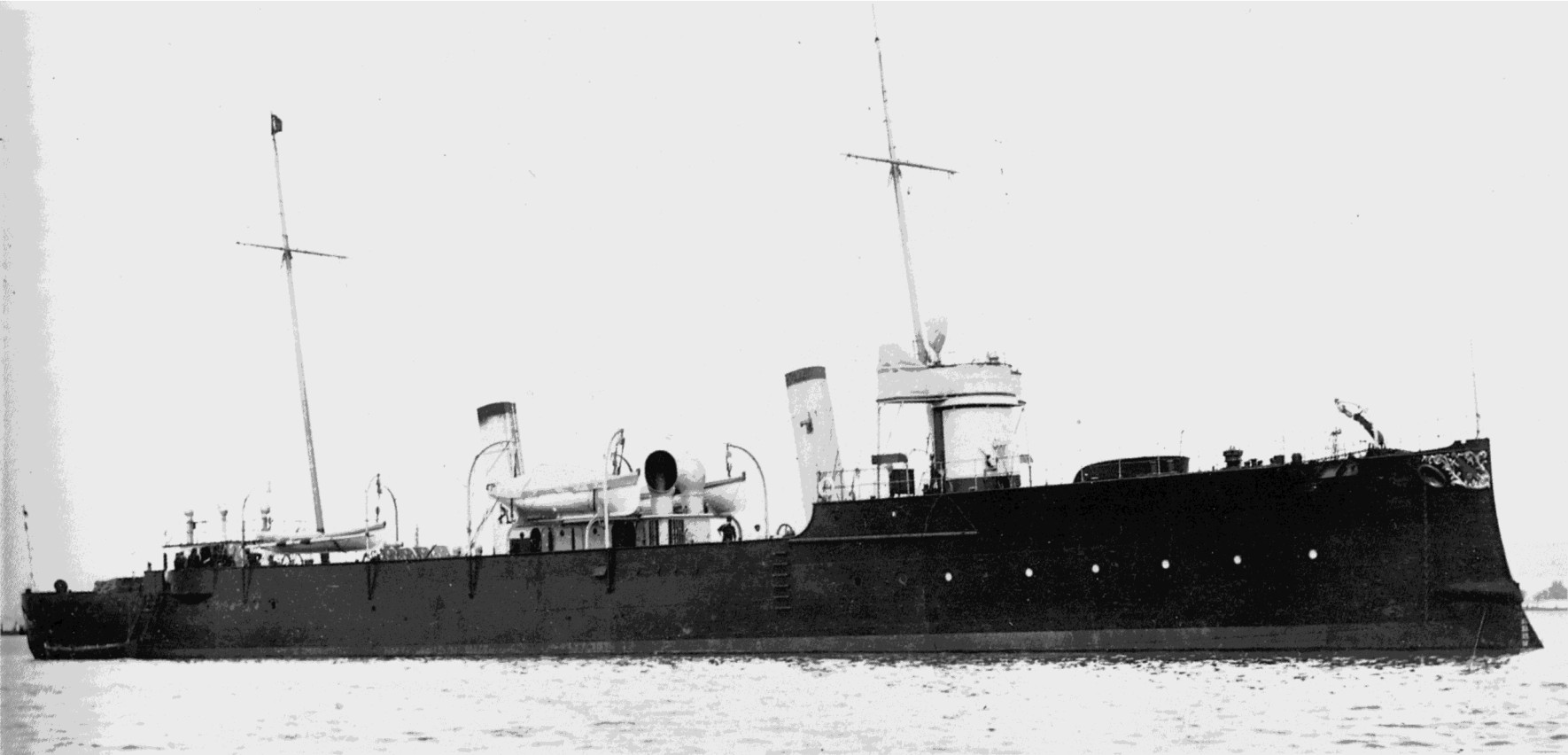
ニーメト級「ペレンギ・デルヤー」
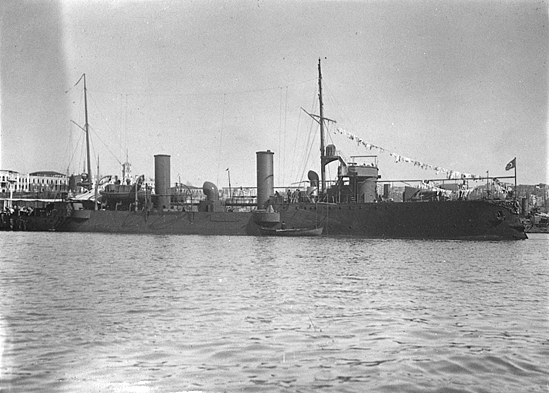
ペイキ・シェヴケト級「ペイキ・シェヴケト」。

#### 駆逐艦
WW I以前の駆逐艦
- ベルク・エフシャーン級 - 2隻
  - ベルク・エフシャーン  (Berk Efşân), タイヤール  (Tayyâr)
- 仏 デュランダル級  (Durandal) - 4隻
  - サムスン  (Samsun), バスラ  (Basra), タショズ  (Taşoz), ヤルヒサール  (Yar Hisar)
- ムアーヴェネティ・ミッリイェ級  (旧・独『S-165』型) - 4隻
  - ムアーヴェネティ・ミッリイェ  (Muâvenet-i Millîye)[dn 11], ヤーディギャール・ミッレト  (Yâdigâr-ı Millet)[dn 12]、ヌムーネィ・ハミイェト  (Nümûne-i Hamiyet)[dn 13], ガイレティ・ワターニイェ  (Gayret-ı Vatâniye)[dn 14]

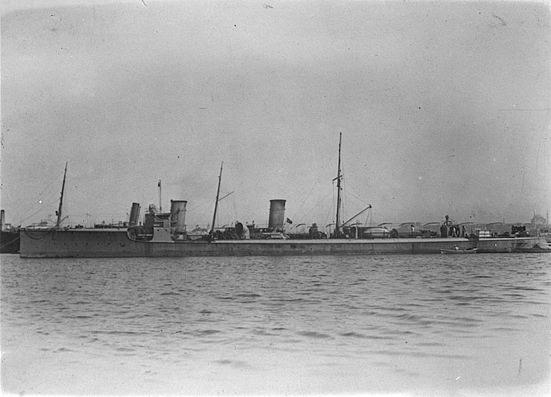
ムアーヴェネティ・ミッリイェ級「ムアーヴェネティ・ミッリイェ」。

WW I時の駆逐艦
- 仏 ノルマンド型  (Normand) - 0隻  (6隻計画中止)
- 英 ホーソン・レスリー型  (Hawthorn Leslie) - 0隻  (4隻計画中止)
- 伊インパヴィド級  (Impavido) - 0隻  (4隻計画中止)
- 型名不詳 - 0隻  (6隻計画中止)

### 潜水艦
WW Iまでの潜水艦
- 『ノルデンフェルト』型 - 2隻

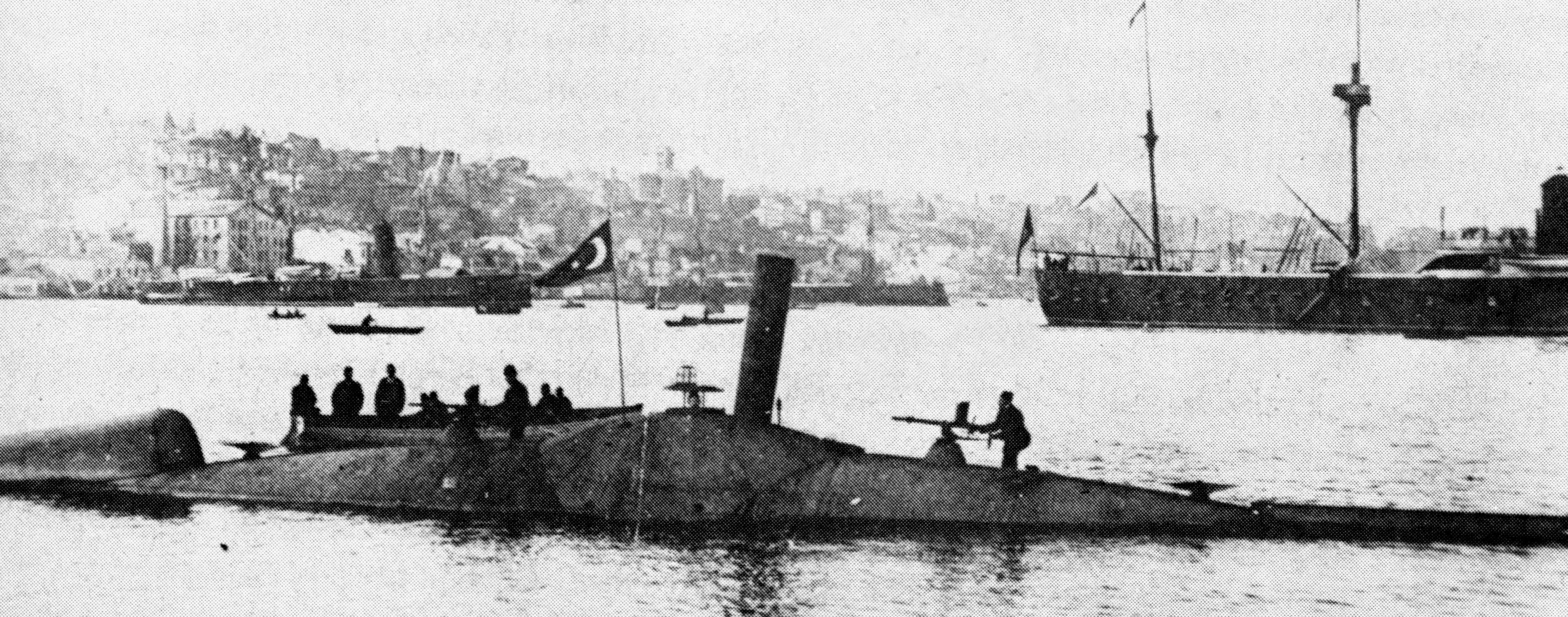
アブデュルハミド (金角湾, 1896年)

  - アブデュルハミド (Abdül Hamid)、アブデュルメジド (Abdül Mecid)
- 『ラウベウフ型 - 0隻 (2隻建造中止)
- 英『E』型 - 0隻 (2隻建造中止)
- 旧・仏『エメロード』級 - 1隻
  - ミュステジプ・オンバシュ (Müstecip Ombaşı)[dn 15]

### 機雷戦艦艇

#### 敷設艦艇
機雷運搬艦
- ギレスン (Giresun) - 1隻

機雷敷設艦
- セラーニク (Selânik) - 1隻
- サムスン (Samsun) - 1隻
- インティバーフ (İntibâh)- 1隻
- ムザッフェル  (Muzaffer) - 1隻
- ヌスレト (Nusret) - 1隻
- ガイレト (Gayret)- 1隻
- ニリュフェル (Nilüfer) - 1隻
- ロン  (Ron) - 1隻

#### 掃海艦艇
掃海艇
- カストル級  (旧・独艦[dn 16]) - 2隻
  - カストル (Castor)、ポリュ (Pollux)
- MTB 1級 - 6隻
  - MTB 1, MTB 2, MTB 3, MTB 4, MTB 5, MTB 6
- MTB 7級 - 3隻
  - MTB 7, MTB 8, MTB 9

### 両用戦艦艇

#### 輸送艦艇
輸送艦
- ベズミ・アーレム (Bezm-i Âlem) - 1隻

### 哨戒・警備艦艇

#### 砲艦
- アッカ級 - 4隻
  - アッカ  (Akka), シェヴケト・ニュマー  (Şevket Nümâ), ワルナ/ネジミ・フェシャーン  (Varna/Necm-i Feşân), スュンネ  (Sünne)
- ムースル級 - 2隻
  - ムースル  (Mûsul), セイヤール  (Seyyâr)
- サフル  (Sahır) - 1隻
- インティバーフ級 - 3隻
  - インティバーフ  (İntibâh), ミュジデ・レシャーン  (Müjde Resân), ズィヴェリ・デルヤー  (Ziver-i Deryâ)
- サヘッディーン  (Saheddîn) - 1隻
- アイナルカヴァク級 - 2隻
  - アイナルカヴァク  (Aynalıkavak), ヤルキョシュキュ  (Yalıköşkü)
- ロドス級 - 2隻
  - ロドス  (Rodos), イスタンキョイ  (İstanköy)
- フラト級 - 2隻
  - フラト  (Fırat), シャト  (Şat)
- ナースル・ヒュダー級 - 3隻
  - ナースル・ヒュダー  (Nâsr-ü Hüdâ), セイヤール  (Seyyâr), バーリカイ・ザフェル (Bârika-i Zafer)
- ヌーリュル・バーヒル  (Nûr-ül Bâhir) - 1隻
- カスタモヌ級 - 2隻
  - カスタモヌ  (Kastamonu), ヨズガト  (Yozgat)
- マルマリス  (Marmaris) - 1隻
- タシュキョプリュ級 - 9隻
  - タシュキョプリュ  (Taşköprü), ネヴシェヒール  (Nevşehir), ギョクチェダー  (Gökçedağ), レファーイエ  (Refahiye), アインターブ  (Aintab), マラティヤ  (Malatya), セッデュルバヒル  (Sedd-ül Bahir), オルドゥ  (Ordu), バフラ  (Bafra)
- アイドゥン・レイス級 - 4隻
  - アイドゥン・レイス  (Aydın Reis), プレヴェゼ  (Preveze), サクズ  (Sakız), ブラク・レイス  (Burak Reis)砲艦「サクズ」と「プレヴェゼ」
- イーサー・レイス級 - 3隻

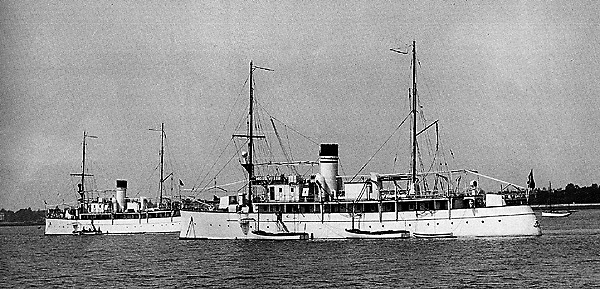
砲艦「サクズ」と「プレヴェゼ」

  - イーサー・レイス  (Îsâ Reis), ドゥラク・レイス (Durak Reis), フズル・レイス  (Hızır Reis)
- 旧・露艦 - 2隻
  - No.1[dn 17]、No.2[dn 18]

河川砲艦
- ドーアン  (Doğan) - 1隻
- セルマーン・パーク  (Selmân-ı Pâk) - 1隻  (旧 ファイアフライ（HMS Firefly）)セルマーン・パーク

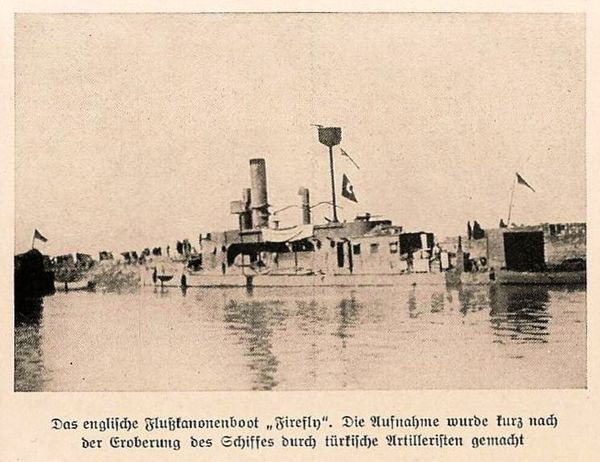
セルマーン・パーク

#### 水雷艇
- ティムサー  (Timsah) ※ 三等水雷艇[3] - 1隻
- シェムシリ・ヒュジューム  (Şemşir-i Hücûm) ※ 三等水雷艇[4]  - 1隻
- ブルハーネッディーン級 ※ 二等水雷艇 [5] - 2隻
  - ブルハーネッディーン  (Burhâneddîn), テヴフィク  (Tevfik)
- メジディイェ級 ※ 二等水雷艇[5] - 4隻
  - メジディイェ  (Mecidiye), エセリ・テラッキー  (Eser-i Terakki), ニーメト  (Nimet), シャナヴェル  (Şanaver)
- マハーベト級 - 2隻
  - マハーベト  (Mahâbet), サトヴェト  (Satvet)
- ギリウム級 - 5隻
  - ギリウム  (Gilyum, Wilhelmのトルコ語表記), サーイキ  (Sâiki), ティーリ・ザフェル  (Tîr-i Zafer), セイフィ・バフリ  (Seyf-i Bahrî), ヴェスィーレィ・ヌスレト  (Vesiîle-i Nusret)
- ナースル級 - 7隻
  - ナースル  (Nâsır), ファーティ  (Fâtih), ヌスレト  (Nusret), シェハーブ  (Şehâb), タールク  (Târık), ペルヴィーン  (Pervîn), セハーム  (Sehâm)
- エジデル  (Ejder) - 1隻
- ハミディイェ級[6] - 2隻
  - ハミディイェ  (Hamidiye), ユーヌス  (Yûnus)
- デミルヒサール級[7]  (仏『38-metre』型) - 4隻
  - デミルヒサール  (Demir Hisar),　スルタンヒサール  (Sultân Hisar), スィヴリヒサール (Sivri Hisar), ハミダバド  (Hamid Abad)スルタンヒサール

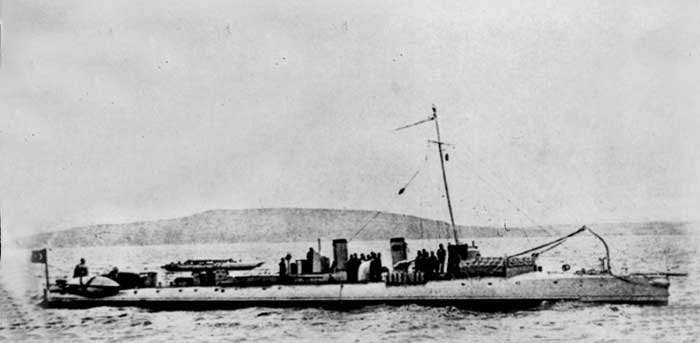
スルタンヒサール

- アクヒサール級[8] - 2隻
  - アクヒサール  (Akhisar), アルパゴト  (Alpagot)
- アンタルヤ級[9] - 7隻
  - アンタルヤ  (Antalya), ウルファ  (Ulfa), アンカラ  (Ankara), トカド  (Tokad), ドラチ  (Draç), ムースル  (Mûsul), キュタヒヤ  (Kütahya)

### ヨット
武装ヨット
- エルトゥールル  (Ertuğrul) - 1隻 王室ヨット
- ガラタ  (Galata) - 1隻 ＊通報艦
- シプカ  (Şipka) - 1隻
- トラブルス  (Trablus) - 1隻
- ベイルート  (Beyrut) - 1隻
- イスタンブール  (Istanbul) - 1隻 元王室ヨット

非武装ヨット
- シェレフィイェ/ベイレルベイ  (Şerefiye/Beylerbeyi) - 1
- シェレフィイェ  (Şerefiye) - 1
- ソョュトリュ (Söğütlü) - 1隻 王室ヨット

### 補助艦艇

#### 補給艦艇
輸送船・運送船
- マラコフ級- 2隻
  - マラコフ  (Marakof)
  - カルス  (Kars)
- ジッデ  (Cidde)- 1隻
- イズミル  (İzmir)- 1隻
- ヒュデイデ  (Hüdeyde)- 1隻
- マルマラ  (Marmara)- 1隻
- メッケ  (Mekke)- 1隻
- ドルマバフチェ  (Dolmabahçe)- 1隻
- ベズミ・アーレム  (Bezm-i Âlem)- 1隻
- ティーリ・ミュジギャーン  (Tîr-i Müjgân)- 1隻
- エセリ・ジェディード  (Eser-i Cedîd)- 1隻
- コソヴァ  (Kosova)- 1隻
- ミトハト・パシャ級- 2隻
  - ミトハト・パシャ  (Mithat Paşa)
  - レシト・パシャ  (Reşit Paşa)
- プレヴネ  (Plevne) - 1隻
- ウルラ  (Urla) - 1隻
- マフムート・シェヴケト・パシャ  (Mahmut Şevket Paşa) - 1隻
- トラブゾン  (Trabzon) - 1隻
- サムスン  (Samsun) - 1隻
- グル・デジェニアド (Gul Djeniad) - 1隻
- カリア・デニズ (Karia Deniz) - 1隻
- アク・デニズ (Ak Deniz) - 1隻
- ベウル・アンメド (Bahr Ahmed) - 1隻

#### 支援艦艇
工作艦
- ティーリ・ミュジギャーン (Tîr-i Müjgân) - 1隻

魚雷揚収船
- アイル・パチャ (Ali Pacha) - 1隻

#### その他
測量艦・調査船
- イゼディン級 - 3隻
  - イゼディン (Izzedin)、イスマイル (Ismail)、タイラ (Thalia)
- ネジドミ・シェヴケト (Nejdmi Shevket) - 1隻

病院船
- ミドハト・パサ (Midhat Paşa) - 1隻

ランチ・艀
- 『ソーニクロフト』型 - 20隻
  - No.1、No.2、No.3、No.4、No.5、No.6、No.7、No.8、No.9、No.10、No.11、No.12、No.13、No.14、No.15、No.16、No.17、No.18、No.19、No.20